# Campionato Africano 2023 (hockey su pista)
Il Campionato Africano di hockey su pista 2023 (in inglese 2023 Roller Hockey African Championship) è stata la seconda edizione della massima competizione africana per le rappresentative di hockey su pista maschili maggiori e fu organizzata da World Skate Africa. La competizione si svolse dal 22 al 26 agosto 2023 a Il Cairo in Egitto. 
La vittoria finale è andata alla nazionale dell'Angola che si è aggiudicata il torneo per la seconda volta nella sua storia.

## Formula
Il Campionato Africano 2023 vide la partecipazione di tre nazionali africane. La manifestazione fu organizzata tramite un girone all'italiana con gare di sola andata; erano assegnati tre punti per l'incontro vinto, un punto a testa per l'incontro pareggiato e zero la sconfitta. Al termine della prima fase le prime due classificate disputarono la finale la cui vincitrice venne proclamata campione d'Africa.

## Squadre partecipanti
| Squadra   | Partecipazioni precedenti al torneo |
| --------- | ----------------------------------- |
| Angola    | 1 (2019)                            |
| Egitto    | 1 (2019)                            |
| Sudafrica | Esordiente                          |

Nota bene: nella sezione "partecipazioni precedenti al torneo" le date in grassetto indicano la squadra che ha vinto quell'edizione del torneo

## Svolgimento del torneo

### Prima fase
| Pos | Squadra   | Pt | G | V | N | P | GF | GS | DG  |
| --- | --------- | -- | - | - | - | - | -- | -- | --- |
| 1.  | Angola    | 6  | 2 | 2 | 0 | 0 | 22 | 1  | +21 |
| 2.  | Egitto    | 3  | 2 | 1 | 0 | 1 | 6  | 10 | -4  |
| 3.  | Sudafrica | 0  | 2 | 0 | 0 | 2 | 1  | 18 | -17 |

| Data      | Ora | Gara      | Gara | Gara      |
| --------- | --- | --------- | ---- | --------- |
| 22 agosto |     | Egitto    | 6-0  | Sudafrica |
| 23 agosto |     | Sudafrica | 1-12 | Angola    |
| 24 agosto |     | Angola    | 12-0 | Egitto    |

### Finale
| Data      | Ora | Gara   | Gara | Gara   |
| --------- | --- | ------ | ---- | ------ |
| 26 agosto |     | Angola | 7-1  | Egitto |